# Ludwig Schwarzer
Ludwig Schwarzer (* 16. Oktober 1912 in Wien; † 5. Februar 1989 in Linz) war ein österreichischer Maler.

## Leben
Schwarzer studierte von 1930 bis 1934 an der Akademie der bildenden Künste in Wien bei Karl Sterrer und Josef Jungwirth. Nach Abschluss des Studiums war er freischaffend tätig, zuerst in Wien, später in Linz.
Nach realistischen und später expressionistischen Versuchen fand er ab 1960 zu einem eigenen Stil, in dem er die augentäuschende Technik des Trompe-l’œil mit surrealen Motiven kombinierte. Eulenkörper sind etwa mit Menschenköpfen verbunden, auf Frauenfiguren sitzen Vogelköpfe oder Pappfiguren tragen Zielscheiben vor der Brust. Verbindungen zum internationalen Surrealismus lassen sich ebenso herstellen, wie zu den Vertretern der „Wiener Schule des Phantastischen Realismus“. 1966 fand die erste Einzelausstellung in München statt, später auch in Wien, Linz, Salzburg und Düsseldorf.

## Auszeichnungen
- 1974: Verleihung des Professorentitels durch das Ministerium für Wissenschaft und Kunst.
- 1984: Österreichisches Ehrenkreuz für Wissenschaft und Kunst.
- 1985: Kulturmedaille der Stadt Linz.